# Parafia św. Aleksandra Newskiego w Aleksandrowie Kujawskim
Parafia św. Aleksandra Newskiego – nieistniejąca parafia prawosławna w Aleksandrowie Kujawskim.
Parafia została erygowana po wzniesieniu w mieście cerkwi św. Aleksandra Newskiego, wyświęconej w 1877. Oprócz świątyni jej własnością był również ceglany dom dla duchownych parafialnych położony w jej sąsiedztwie, przy dzisiejszej ulicy Wojska Polskiego.
Po wyjeździe Rosjan z Aleksandrowa w czasie bieżeństwa działalność parafii zamarła. Do jej odnowy doszło z inicjatywy komendanta Obozu Internowania nr 6 w Aleksandrowie Kujawskim, gen. Marka Bezruczki. Pragnąc zapewnić dla internowanych w obozie żołnierzy ukraińskich możliwość uczestnictwa w praktykach religijnych (większość osadzonych była wyznania prawosławnego), skontaktował się w 1921 z metropolitą warszawskim Jerzym (Jaroszewskim) oraz naczelnym kapelanem prawosławnych żołnierzy Wojska Polskiego Bazylim Martyszem, co pozwoliło na faktyczną reaktywację parafii w Aleksandrowie. Przez rok funkcjonowania Obozu Internowania nr 6 podlegała jej, oprócz głównej cerkwi, także kaplica obozowa.
W latach 20. XX wieku cerkiew św. Aleksandra Newskiego została rozebrana. Jej funkcję przejęła kaplica urządzona w dawnym domu duchownego. Był to ośrodek kultu ukraińskiej społeczności miasta; przestał działać po jej rozproszeniu w czasie II wojny światowej, chociaż jeszcze w wykazach z 1947 parafia była wymieniana jako jedna z 5 placówek duszpasterskich tworzących dekanat pomorski diecezji warszawsko-bielskiej. Obecnie kaplica w Aleksandrowie jest filią parafii w Toruniu i nabożeństwa w niej są odprawiane jedynie w ważniejsze święta oraz w pierwszą sobotę czerwca (nabożeństwo ku czci ukraińskich żołnierzy zmarłych w obozie internowania).